# Pieczmień
Pieczmień (ros. Печмень) – wieś (sieło) w Rosji, w Kraju Permskim, w rejonie bardymskim. W 2010 liczyła 440 mieszkańców.